# Jaunay-Marigny
Jaunay-Marigny ist eine französische Gemeinde im Département Vienne in der Region Nouvelle-Aquitaine. Sie zählt 7.597 Einwohner (Stand: 1. Januar 2022) und ist Teil des Kantons Jaunay-Marigny im Arrondissement Poitiers. Jaunay-Marigny wurde zum 1. Januar 2017 aus den bisherigen Gemeinden Jaunay-Clan und Marigny-Brizay gebildet. Der Verwaltungssitz befindet sich in der Ortschaft Jaunay-Clan.

## Geografie
Jaunay-Marigny liegt etwa 15 Kilometer nordnordöstlich von Poitiers.
Durch die Gemeinde führt die Autoroute A10 und die frühere Route nationale 10 (heutige D910).

## Gliederung
| Ortsteil                        | ehemaliger INSEE-Code | Fläche (km²) | Einwohnerzahl (2016) |
| ------------------------------- | --------------------- | ------------ | -------------------- |
| Jaunay-Clan (Verwaltungssitz)00 | 86115                 | 27,48        | 6182                 |
| Marigny-Brizay                  | 86146                 | 20,81        | 1292                 |

## Sehenswürdigkeiten

### Jaunay-Clan
- Romanische Kirche Saint-Denis, Monument historique
- Château-Couvert, errichtet 1520 für den Bürgermeister von Poitiers, François Fumé
- Ruinen des Château de Brin
- Château de Chincé

### Marigny-Brizay
- Kirche Saint-Léger-la-Palu, seit 1935 Monument historique
- Schloss La Tour-de-Signy, seit 1943 Monument historique
- Schloss La Valette, seit 1994 Monument historique
- Schloss Montfaucon, seit 2001 Monument historique
- Herrenhaus La Mailleterie, seit 1935 Monument historique

## Gemeindepartnerschaften
Partnergemeinden von Jaunay-Marigny sind seit 1976 Péruwelz in Belgien und seit 1988 Cavan in Irland. Mit Oleśnica in Polen besteht ein freundschaftlicher Austausch seit 2004.

## Persönlichkeiten
- Jean-Baptiste de Chabot (1740–1819), Bischof von Saint-Claude (1785–1801) und Mende (1802–1804)